# كينيث تومسون
كينيث تومسون (بالإنجليزية: Kenneth Thomson)‏ (5 يناير 1947 في أستراليا - ) هو لاعب كريكت أسترالي. لعب مع فريق تسمانيا للكريكت.

## وصلات خارجية
- كينيث تومسون على موقع إي آس بي آن كريك إنفو (الإنجليزية)